# Sophie Hunger
Ne doit pas être confondu avec Sophie Hunter.
Pour les articles homonymes, voir Welti et Hunger.
Émilie Jeanne-Sophie Welti, dite Sophie Hunger, née le 31 mars 1983 à Berne, est une auteure-compositrice-interprète suisse de folk-pop-blues.
Elle compose aussi quelques bandes originales de films, dont celle du film d'animation Ma vie de Courgette.

## Choix musicaux
Sophie Hunger compose ses chansons en anglais, en suisse-allemand, en allemand ou en français. Elle joue également de la guitare acoustique et électrique, du piano et de l'harmonica.

## Carrière professionnelle
Après sa révélation, fin 2006 en Suisse romande, Sophie Hunger et ses musiciens donnent un concert au Miles Davis Hall dans le cadre du Montreux Jazz Festival, le 6 juillet 2008. Après avoir produit elle-même Sketches on Sea dans son salon, elle propose, en octobre 2008, l'album studio Monday's Ghost, produit avec Marcello Giuliani, suivi d'une tournée.
1983 est le titre du troisième disque paru en 2010, produit avec Stéphane Briat.
En novembre 2011, elle effectue une tournée d'un mois aux États-Unis avec Michael Flury et Christian Prader.
En septembre 2012 son quatrième album The Danger Of Light, produit par Adam Samuels, est suivi par une tournée au Canada et en Europe.
En avril 2015, Sophie Hunger sort Supermoon, son cinquième album, composé de dix-huit titres.
En septembre 2016, elle reçoit le Grand Prix suisse de musique. La même année, sort le film d'animation Ma vie de Courgette, dont elle a composé la musique ; cette bande originale lui vaut un Prix du cinéma suisse en 2017.
En septembre 2018, La chanteuse est revenue début septembre avec l'album Molécules : un passage franc et direct à l'électro. Connue pour ses talents de musicienne acoustique, elle s'aventure dans un nouveau genre.
La chanteuse bernoise installée à Berlin publie "Halluzinationen" en 2020, un septième album enregistré d'une traite dans les conditions du live au mythique studio Abbey Road de Londres. Sophie Hunger y revient pleine de spontanéité et d'introspections pop.

## Collaboration musicale

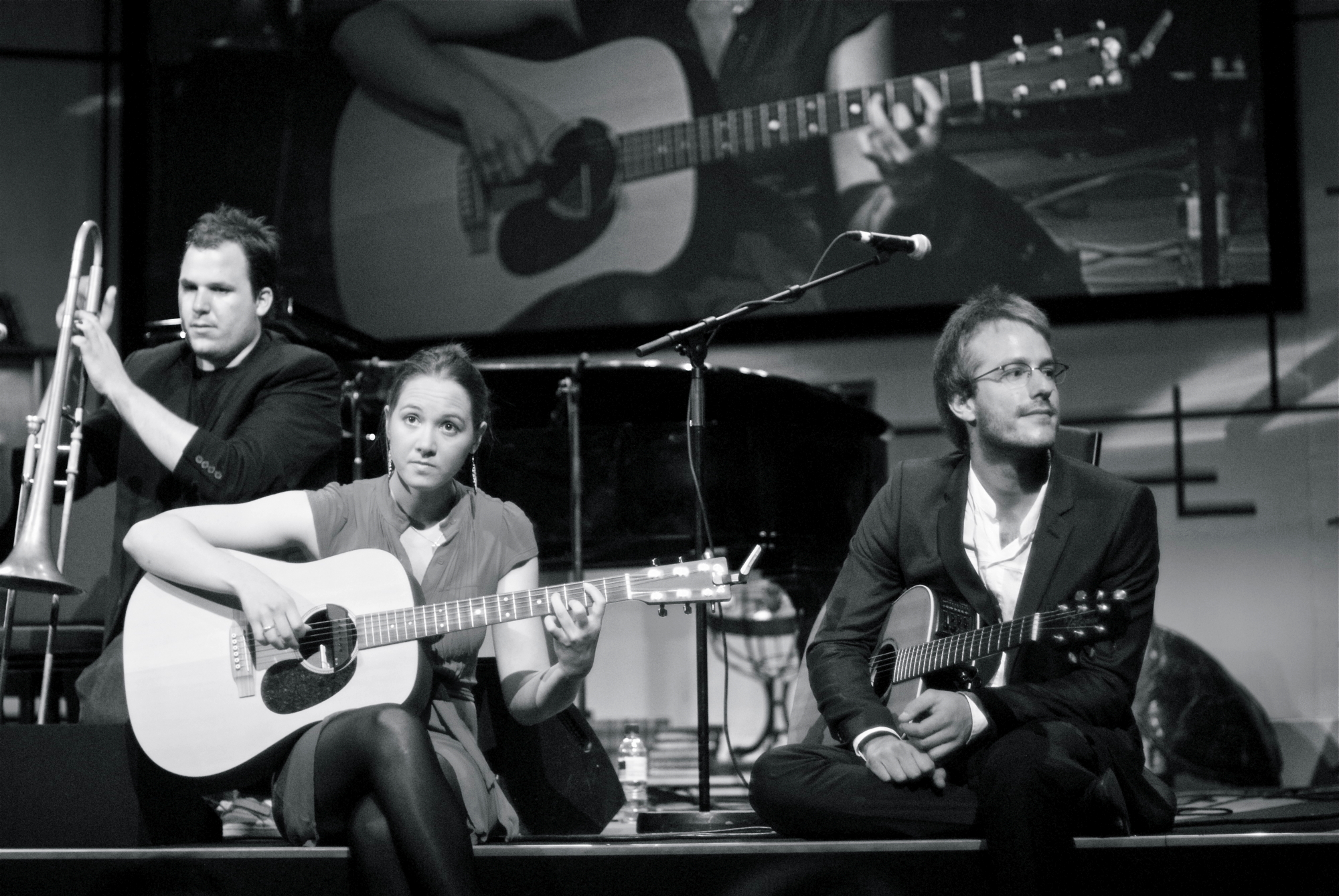
Sophie Hunger lors de la conférence TED en juillet 2009

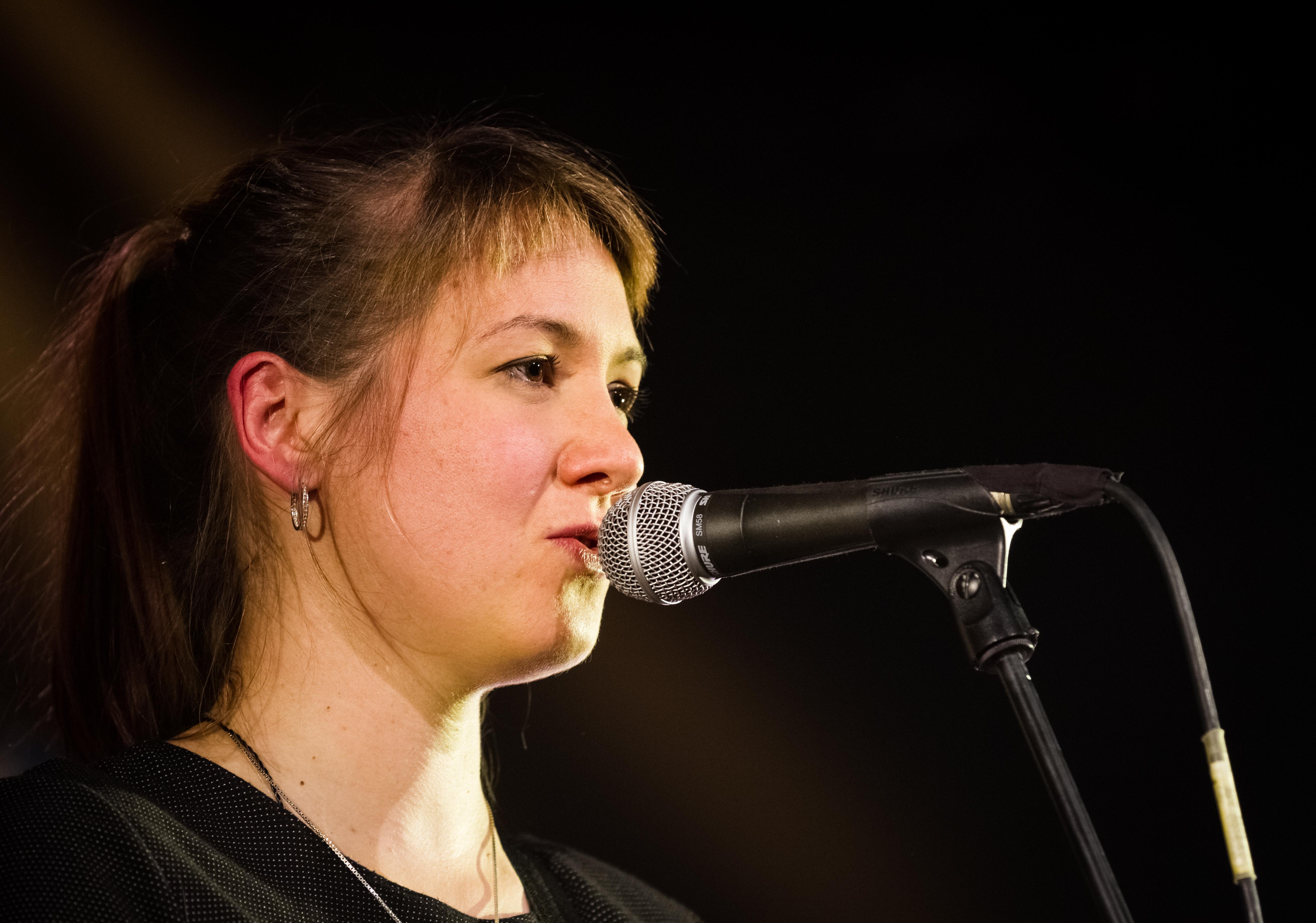
Sophie Hunger lors des Leverkusener Jazztage en 2015

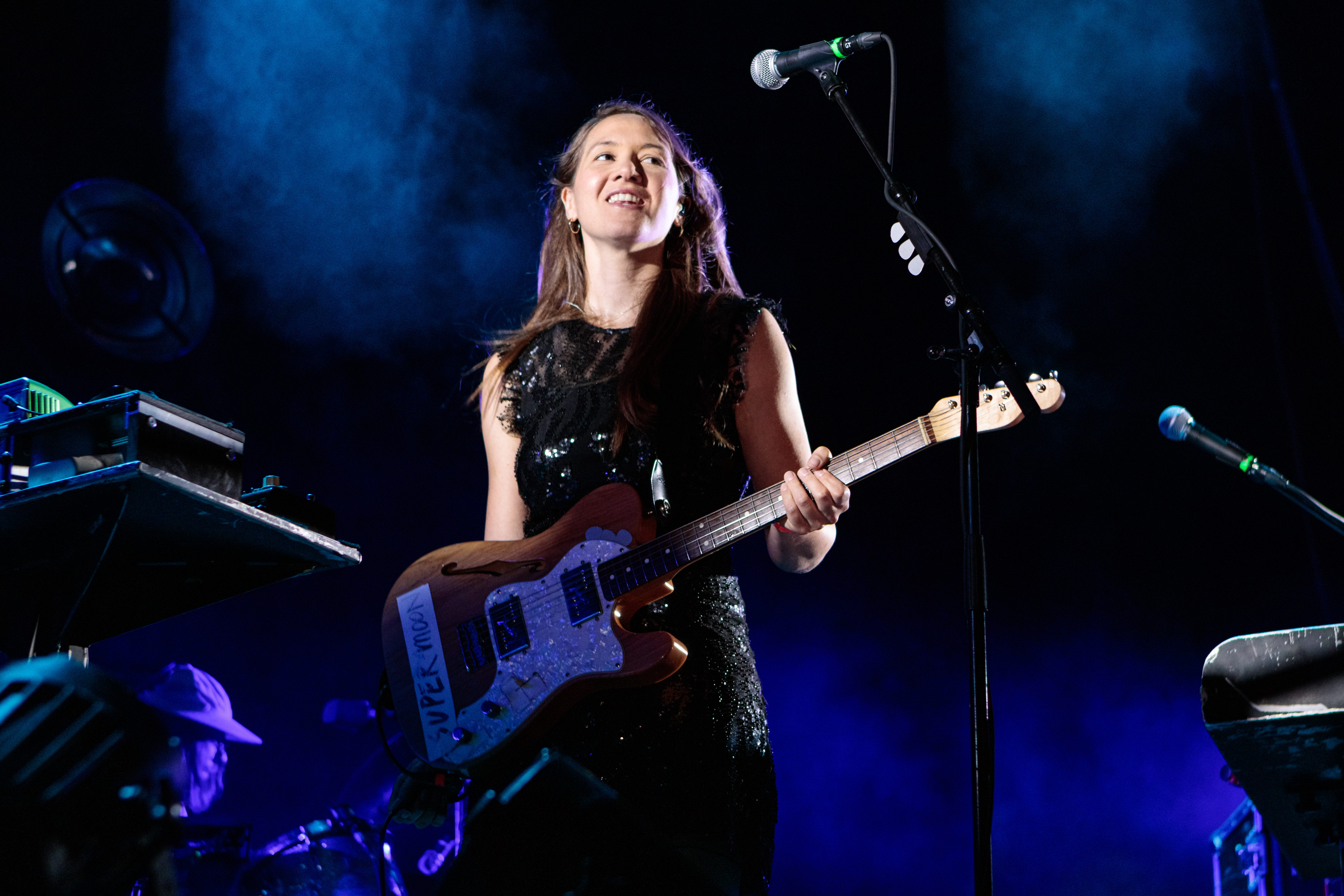
Sophie Hunger au Haldern Pop Festival 2019.

Sophie Hunger est habituellement accompagnée des musiciens suivants :
- Alexis Anerilles, piano
- Julian Sartorius, drums

Autres musiciens accompagnant ou ayant accompagné Sophie Hunger :
- Sara Oswald (violoncelle) depuis octobre 2012 à décembre 2013
- Michael Flury (trombone, glockenspiel, voix et clavier) jusqu'en septembre 2012
- Christian Prader (guitare, flûte, voix) jusqu'à juin 2012
- Simon Gerber (basse, voix, guitare) de 2009 à 2019
- Alberto Malo (batterie)
- Marc Erbetta, (batterie), en novembre et décembre 2010
- Manuel Troller (guitare électrique)
- Balz Bachmann, guitare basse, jusqu'en 2009
- Dominik Chansorn, batterie en octobre 2010
- Julian Sartorius (batterie), de 2008 à 2010
- Christoph Angehrn, guitare électrique de 2007 à 2008
- Patrik Schmid, batterie, de 2007 à 2008
- Matthias Spillmann, trompette
- Evelinn Trouble, voix
- Sébastien Choulet, voix
- Mark Berube, piano en studio
- Kristina Koropecki, violoncelle, en studio
- Amélie Mandeville, guitare basse en studio
- Josh Klinghoffer, guitare en studio
- Dino Brandão, percussionniste, guitariste et voix (depuis 2019)
- Julien Carton, claviers sur scène.

## Discographie

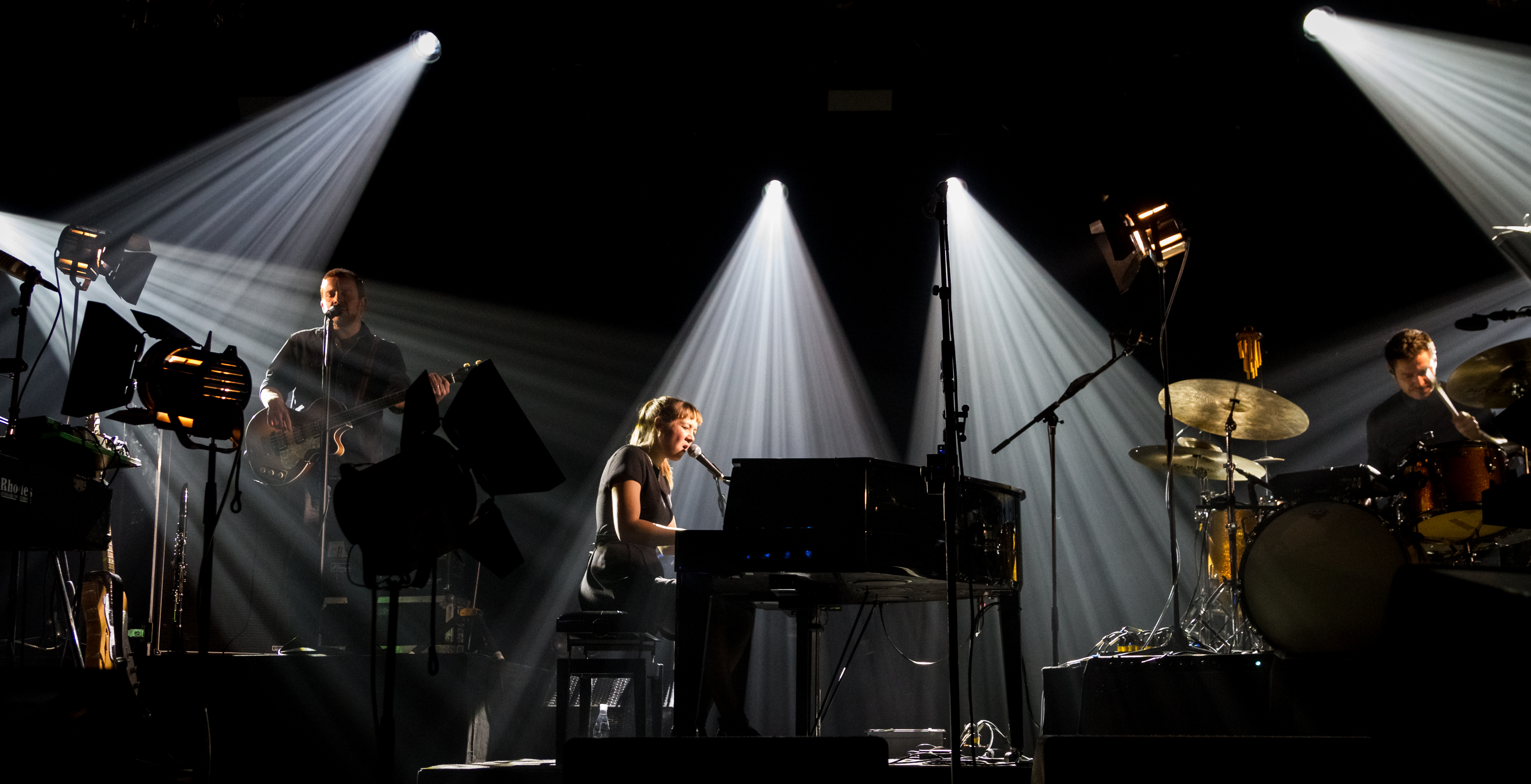
Sophie Hunger lors des Leverkusener Jazztage en 2015

### Albums
- 2006 : Sketches on Sea, Two Gentlemen
- 2008 : Monday's Ghost, Universal Music France, Decca Records
- 2010 : 1983, Universal Music France, Decca Records
- 2012 : The Danger of Light, Universal Music France, Decca Records
- 2014 : The Rules of Fire, Universal Music France
- 2014 : The Rules of Fire (Live), Universal Music France
- 2015 : Supermoon, Caroline International
- 2018 : Molecules, Caroline International
- 2020 : Halluzinationen, Caroline International

### Avec le groupe Fisher, sous le nom Emilie Welti
- 2006 : Fisher

### Bandes originales
- 2008 : Der Freund de Micha Lewinsky
- 2010 : Zimmer 202, Peter Bichsel in Paris de Eric Bergkraut
- 2010 : Last Night de Massy Tadjedin, sur le titre House of Gods
- 2016 : Ma vie de Courgette de Claude Barras

### Collaborations
- 2007 : Fauve & Raphelson with the Lausanne Sinfonietta, Live At The Montreux Jazz Festival
- 2010 : Let me go! et Dirge (Bob Dylan), album 'In Between' d'Erik Truffaz
- 2015 : Wiebo, spectacle de Philippe Découflé et la Cie DCA
- 2017 : To the bone de Steven Wilson
- 2020 : Ich liebe dich[5]

## Écrits
Parallèlement à son activité musicale, Sophie Hunger a aussi une activité d'écriture. En 2009, elle a rédigé des chroniques pour le journal Die Zeit dans lesquelles elle se transformait en Christian Seraphin Jenny qui se cache dans le journal et regarde le monde depuis sa cachette. En 2010, elle a commenté dans un compte-rendu fictionnel les Salzburger Festspiele qu'elle présentait sous la forme d'une lettre à Thomas Bernhard. Sur le site Zeit online, Hunger a commenté sa tournée américaine, commencée en octobre 2011.
En 2025 parait le premier roman de Sophie Hunger, intitulé Walzer für Niemand.

## Autres apparitions
Depuis septembre 2013, l'entreprise de télécommunications Orange utilise le titre Sudden Dreams comme signature musicale et comme musique d'attente pour ses services d'assistance par téléphone en France.

## Distinctions

### Récompenses
- Grand Prix suisse de musique 2016
- Prix du cinéma suisse - Quartz 2017 : meilleure musique de film pour Ma vie de Courgette

### Nominations
- Prix Lumières 2017 : meilleure musique pour Ma vie de Courgette
- César 2017 : meilleure musique originale pour Ma vie de Courgette